# Josef František z Colloredo-Mannsfeldu
Josef I. František Jeroným kníže z Colloredo-Mannsfeldu (Josef Franz Hieronymus Fürst von Colloredo-Mannsfeld; 26. února 1813 Vídeň – 22. dubna 1895 Vídeň) byl rakouský šlechtic, velkostatkář a politik z rodu Colloredo-Mannsfeldů. Kromě správy majetku se věnoval politice a krátce byl prezidentem rakouské panské sněmovny. Vlastnil rozsáhlý majetek ve středních a východních Čechách (Dobříš, Zbiroh, Opočno) a po rodině Schwarzenbergů byl druhým nejbohatším velkostatkářem v Českém království.

## Životopis

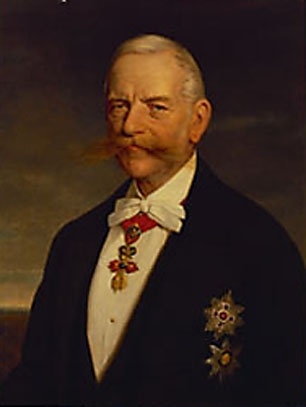
Josef František Hieronymus z Colloredo-Mannsfeldu, portrét ze sbírek rakouského parlamentu

Narodil se ve Vídni jako jediný syn diplomata a důstojníka hraběte Ferdinanda z Colloredo-Mannsfeldu (1777–1848) a jeho první manželky Marie Margarety von Ziegler (1779–1840). Vyrůstal na otcovském panství Staatz v Dolním Rakousku, studoval filozofii na vídeňské univerzitě a v roce 1831 vstoupil do armády. Dosáhl hodnosti kapitána a v roce 1846 odešel do výslužby. Poté pobýval ve Vídni a připravoval se na převzetí rodového majetku. Po strýci Františkovi zdědil v roce 1852 rozsáhlé velkostatky v Čechách a Rakousku. Ještě před převzetím majetku se aktivně zapojil do veřejného života a v revolučním roce 1848 byl velitelem Národní gardy v Praze. Později byl poslancem dolnorakouského zemského sněmu (1861–1867) a v Dolním Rakousku zároveň zemským maršálkem (1861–1867). V letech 1867–1870 byl poslancem českého zemského sněmu. Jako majitel fideikomisu získal v roce 1861 dědičné členství v rakouské panské sněmovně a v letech 1868–1869 byl jejím předsedou. Kromě toho zastával řadu dalších čestných funkcí, byl například prezidentem C. k. zoologicko-botanické společnosti (1862–1895) nebo Zemědělské společnosti ve Vídni (1869–1895). V roce 1856 získal titul c. k. komořího a v roce 1863 byl jmenován tajným radou. Za zásluhy obdržel Řád železné koruny (1859) a Leopoldův řád (1868), nakonec v roce 1873 získal Řád zlatého rouna. V roce 1863 se stal čestným občanem města Opočna.

## Majetkové poměry

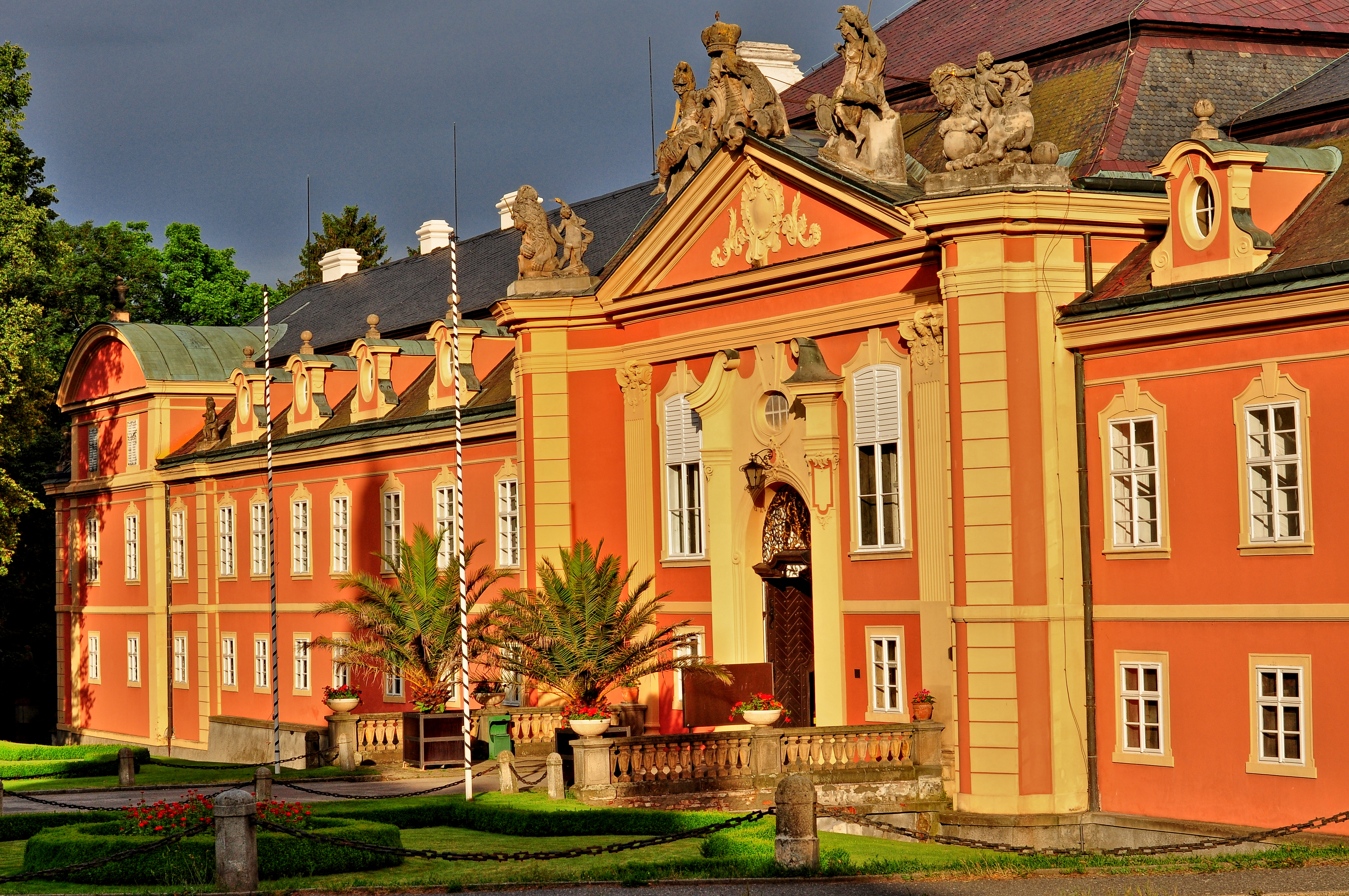
Zámek Dobříš, hlavní rodové sídlo

V roce 1852 po bratranci 4. knížeti Františkovi převzal rodový majetek v Čechách a Rakousku (Sierndorf). Ve středních Čechách zdědil velkostatek Dobříš s připojenými statky Buková a Dlouhá Lhota. K velkostatku patřilo 24 286 hektarů půdy a roční výnos v polovině 19. století činil přibližně 24 000 zlatých. Rozloha velkostatku Opočno byla přes 10 000 hektarů půdy a jeho výnos se pohyboval kolem 21 000 zlatých. Hlavním sídlem v Čechách byl zámek Dobříš, kde mimo jiné v roce 1879 pobýval korunní princ Rudolf. Ve Vídni rodina sídlila v nově postaveném novorenesančním paláci (1865–1868) v ulici Zedlitzgasse.
Po smrti svého otce Ferdinanda hraběte z Colloreda-Mannsfeldu zdědil v roce 1848 na rakouské straně bývalá zeměpanská léna Staatz-Siebenhirten. Jeho záměr zabezpečit sestru Idu zrušením lenního svazku a rozdělením majetku mu umožnily až rakousko-uherské zákony vydané císařem Františkem Josefem I. (zákon ze 17. prosince 1862, č. 103 § 3 a zákon z 12. května 1869, č. 104). Na doporučení c. k. okresního soudu, který celou dědickou záležitost podrobně prozkoumal, c. k. dolnorakouský zemský soud rozdělení majetku v roce 1871 potvrdil. Sestra Ida a její choť Alfons z Collalta a San Salvatoru obdrželi panství Staatz-Siebenhirten, Josef si z rakouského majetku ponechal menší alodiální panství Sierndorf s obcemi Grafendorf (nyní součást obce Stockerau), Spillern, Hinterzögersdorf (nyní Unterzögersdorf součást obce Stockerau), Zissersdorf, Hatzenbach, Kleinwilfersdorf a dvůr Wiesen (nyní součásti obce Leitzersdorf).
Poté, co se Josefovi podařilo vyrovnat dluhy váznoucí především na Opočně, přistoupil k další velké transakci a v roce 1879 koupil za více než tři milióny zlatých panství Zbiroh s hrady Točník a Žebrák. Celková rozloha jeho velkostatků v Čechách tak dosáhla téměř 60 000 hektarů půdy a po krumlovské větvi Schwarzenbergů byl druhým největším majitelem pozemků.

## Rodina
V roce 1841 se ve Vídni oženil s baronkou Marií Terezií Lebzelternovou (1818–1900), c. k. palácovou dámou. Měli spolu čtyři děti. Starší syn Hieronymus (1842–1881) jako otcův dědic užíval titul hraběte z Mansfeldu, zemřel ale předčasně, dědicem majetku se později stal vnuk Josef (1866–1957).
- 1. Hieronymus Ferdinand Rudolf, hrabě z Mannsfeldu (20. července 1842 – 29. července 1881), c. k. tajný rada, komoří, starosta v Dobříši, rakouský ministr zemědělství 1875–1879
  - ⚭ (1865) Aglaja hraběnka Festeticsová z Tolny (2. února 1840 – 1. června 1897)
- 2. Karolína Vilemína (24. února 1844 – 27. září 1916)
  - ⚭ (1872) hrabě Josef Gudenus (31. července 1841 – 17. srpna 1919), poslanec dolnorakouského zemského sněmu a říšské rady, zemský maršálek v Dolním Rakousku
- 3. Ida Magdalena (23. srpna 1845 – 5. dubna 1914)
  - ⚭ (1877) hrabě Leopold Gudenus (13. září 1843 – 1. října 1913), poslanec dolnorakouského zemského sněmu a říšské rady, nejvyšší císařský komoří
- 4. František de Paula Ferdinand (1. srpna 1847 – 22. října 1925), c. k. tajný rada, komoří, poslanec říšské rady, dědičný člen rakouské panské sněmovny,
  - ⚭ (1874) Marie Lexová z Aehrenthalu (26. května 1850 – 5. května 1881)
  - ⚭ (1884) Alžběta Lexová z Aehrenthalu (2. března 1858 – 29. července 1890)